# Trichopseniini
Trichopseniini (лат.) — триба термитофильных жуков-стафилинид из подсемейства Aleocharinae. 34 вида. Встречаются повсеместно.

## Описание
Мелкие коротконадкрылые жуки. Нижнечелюстные щупики 4-члениковые, нижнегубные состоят из 3 сегментов. Формула лапок: 5-5-5.
Обычно обнаруживаются в ассоциации с термитами родов Prorhinotermes, Reticulitermes, Rhinotermes, Schedorhinotermes и Parrhinotermes (Rhinotermitidae). Однако, некоторые виды описаны из гнёзд термитов Mastotermes (Mastotermitidae), Neotermes (Kalotermitidae) и Amitermes, Capritermes и Neocapritermes (Termitidae). Представители рода Prorhinopsenius были найдены в доминиканском янтаре.

## Систематика
15 родов и более 30 видов. Впервые секция Trichopseniini (в составе двух родов:
Trichopsenius и Xenistusa) была выделена в 1883 году в составе трибы Tachyporini американскими колеоптерологами Дж. Л. Леконтом & Дж. Г. Хорном. Статус трибы группа получила в 1909 году (Eichelbaum, 1909) и некоторое время была подсемейством (Seevers, 1941).
- Список родов Trichopseniini[3][6]: Congopsenius — Hamitopsenius — Mastopsenius — Megaxenistusa — Papuapsenius — Parrhinopsenius — Prorhinopsenius — Rhinotermopsenius — Schedolimulus — Schizelythron — Seeversia — Termitona — Termitopsenius — Trichopsenius — Xenistusa